# 阿塔納奇歐斯·基爾學
阿塔納奇歐斯·基爾學（德語：Athanasius Kircher，拉丁化也作，1602年5月2日—1680年11月28日），17世纪德国耶稣会成员和通才。他一生大多数时间在罗马的罗马学院任教和做研究工作，就非常广泛的内容发表了大量细致的论文，其中包括埃及学、地质学、医学、数学和音樂理論。他就埃及圣书体的研究为后来让-弗朗索瓦·商博良的工作铺平了道路。
弗里德里希·基特勒称基爾學为“教宗在科学方面的救火队：他拥有特权和从事特别的工作，在科学进入新领域时，或者在教会面临科学的挑战的时候，他就到来了。”事实上基爾學在许多方面在他的当时是领先的，尤其在细菌学、医学、声学、天文学、力学和色彩理论。比如他最早认识到“小生物”在鼠疫传播中的作用，也是第一个设立有效防止鼠疫传播的规则的人。
基爾學的座右铭为「（万物归一）」。

## 生平
从1614年至1618年基爾學在富尔达的耶稣会学校里上学，毕业后他加入该会。他在帕德博恩学哲学和神学。1622年由于新教军队逼近他逃到科隆。在冻结的莱茵河上他落入冰河，几乎丧命。此后他在海利根施塔特教书，教授数学、希伯来语和叙利亚语。1628年他成为神职人员，同年成为维尔茨堡大学的数学和道德教授。1631年他发表了他的第一本书。同年由于三十年战争的战乱他移到法国阿维尼翁的教宗大学去继续教书。1633年神圣罗马帝国皇帝斐迪南二世请他去哈布斯堡王朝在维也纳的宫廷继任约翰内斯·开普勒宫廷占星学家的职务。但是他的朋友劝皇帝把这个邀请撤回。取而代之的他被召到罗马学院。在这里他有更多时间来从事他的研究工作——包括破译圣书体的工作。从1638年开始基爾學在罗马学院教授数学、物理和东方语言。1645年他被免除教学义务，来更多地从事研究工作。他研究了疟疾和鼠疫，收集了许多古物。这些古物以及他自己发明的设施今天被陈列在罗马的基爾學博物馆中。1661年他发现了一座教堂遗迹，他认为这座教堂是君士坦丁一世由于当地耶稣显圣而建立的。他收集钱财重建了这座教堂，并在遗嘱中要求将自己的心葬在这座教堂里。

## 作品
基爾學就许多不同的领域中发表了许多作品。他的工作范围包括数学、物理学、化学、地理学、地质学、天文学、生物学、医学、音乐、语言、文字学和历史学。他追寻博学，对当时正在逐渐出现的专门学科不介意。他的著作的特点在于他不限于著作的主要题目，而是结合其它类似的问题和哲学讨论。比如他1641年的著作的主要内容是磁学，但是也讨论了其它吸引力如万有引力和爱情。今天他最著名的著作是1652年著的，其内容包括埃及学和比较宗教科学。他的著作全部是用拉丁语写的，当时在欧洲普及非常广，这使得许多人知道他的作品。

### 埃及学
1628年基爾學在施派尔的图书馆中看到一个圣书体的收集，从此他开始对埃及学感兴趣。1633年他学习科普特语，1636年发表了第一本关于这个语言的语法的书。1643年他在中正确地指出科普特语不是一种孤立的语言，而是从古埃及语演变过来的。他认识到僧侶體与圣书体之间的关系。
在1652年的中他说古埃及语也是亚当与夏娃使用的语言，他还认为摩西与赫耳墨斯·特里斯墨吉斯忒斯是同一人，圣书体是神事标志，但是无法一字一词地来理解，因此它们的真正意义只有行内人才知道。他在罗马市内树立了一些方尖塔，并在一些这些方尖塔上写了一些无法理解的圣书体。这纪录在他1650年的中。1676年他在中还描写了收集木乃伊以及破译圣书体。
尽管他破译圣书体的假设有根本性的错误，他在这个领域上获得了巨大的进步。基爾學本人相信圣书体有可能是字母并试图建立与希腊字母之间的联系。让-弗朗索瓦·商博良在破译古埃及语的过程中使用了基爾學的成果。
基爾學也研究过亚特兰蒂斯，按照柏拉图的说法亚特兰蒂斯与埃及有关。基爾學认为亚特兰蒂斯位于大西洋内。

### 汉学

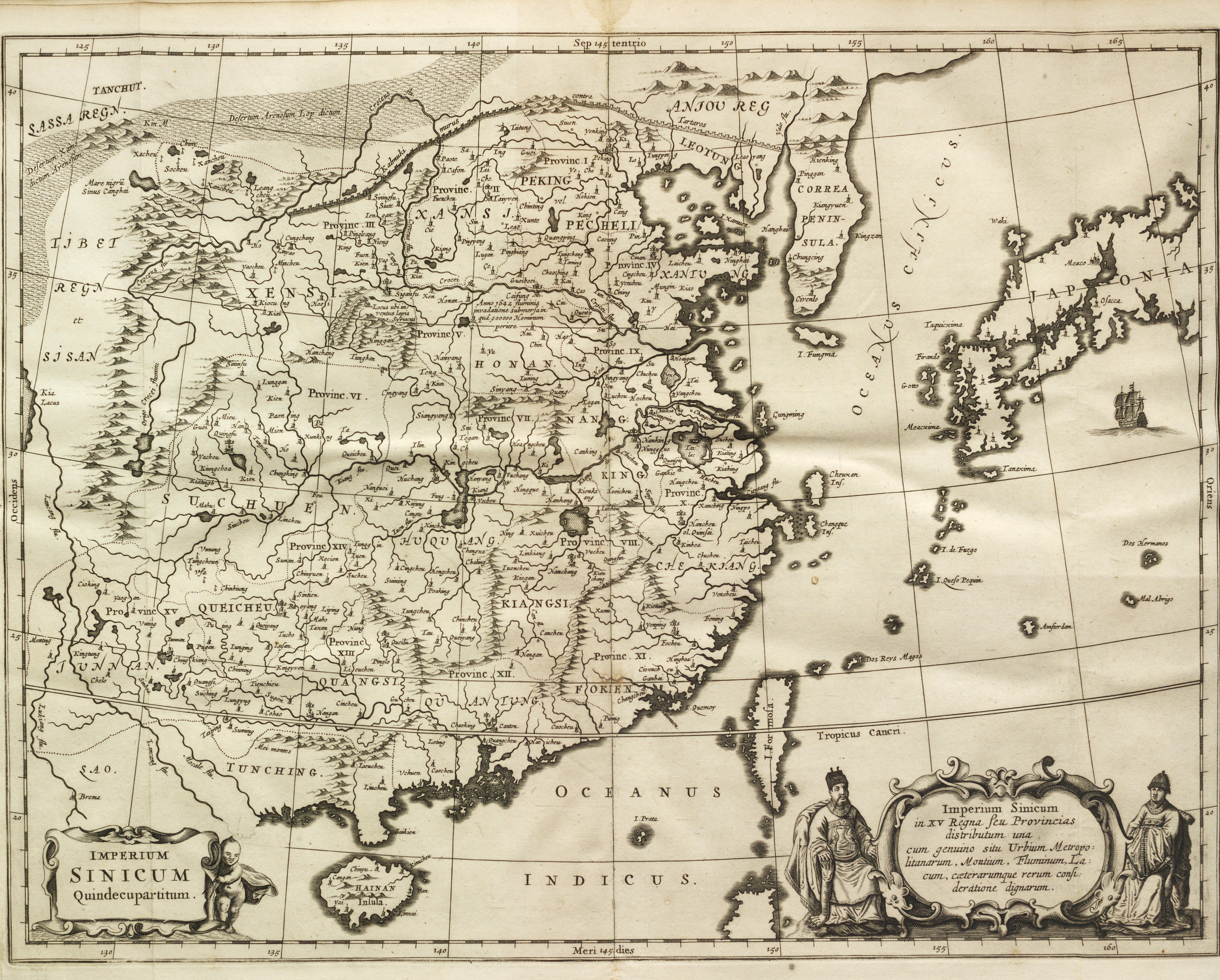
《中國圖說》（1667年）中的中国地图

基爾學很早就开始对汉文化感兴趣。1629年他就对他的神学教师说他想成为去中国的传教士。他的著作《中國圖說》是一部当时欧洲对于中国的知识的百科全书，其中既包括详细的地图学，也包括神话元素如“龙”。其中强调中国历史中的基督教元素，包括实际上的和他自己想象的：比如他提到景教传播到中国，其中他描写了1625年在西安府发现的《大秦景教流行中国碑》。他认为这块碑说明基督教在一千年前（即约公元600年）就已经传播到中国了。
他还写道中国人是含的后代，汉字是传到亚洲后转变了的圣书体，这个观点他在中就已经提到过了。他引用《圣经》建立了一个挪亞家庭殖民全世界的故事。他认为大洪水后挪亞的儿子含来到波斯，在那里建立了一个殖民地。他认为含就是查拉圖斯特拉，其国土一直延展到印度和蒙古。其邻国中国则是含最后殖民的国家。基爾學称此时第一位中国皇帝伏羲从含那里接受了圣书体并将它发展为汉字。按照他的计算这发生在大洪水后300年的时间。
尽管这个亲缘关系他将汉字列在圣书体之下，因为他认为每个汉字代表一个特殊的意思，而圣书体的符号则代表神秘的复杂的思想。玛雅和阿茲特克的字体在基爾學的系统中更低级，因为它们代表单一的东西。
翁贝托·埃可认为基爾學对中国的描写代表着当时欧洲（以及天主教教会）对中国和印第安人文化的见解：“中国不是未知的野人，而是失落了的子女，他们应该重新被引回父亲之家。”

### 地质学

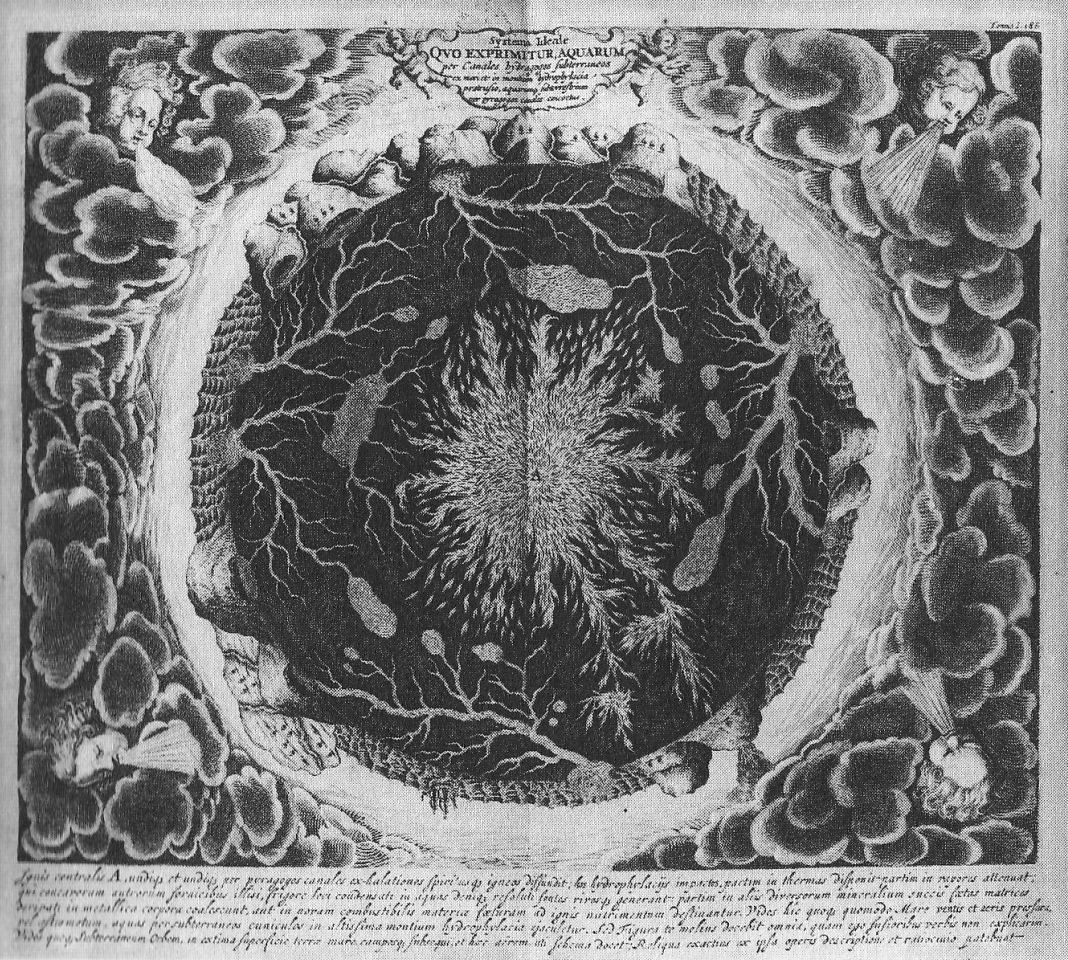
《Mundus subterraneus》（地下世界，1678年）中的地球内部结构

1638年他去意大利南部时攀上維蘇威火山，在那里考察火山的内部。在墨西拿海峡他听到地下的隆隆声。1664年他将他的地质学和地理学知识总结在中。其中他怀疑潮汐是地面上的海洋与地下的一个大洋之间交换水流导致的。
基爾學对化石的看法不一致。他认识到一些化石是动物的遗迹，但是其它的则被他说为是人造的或者地球自己的还原力导致的。不过不是所有他试图解释的现象是化石。

### 医学

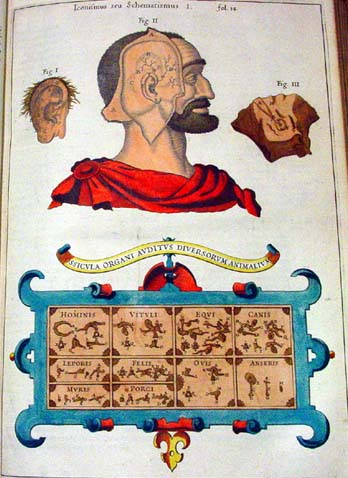
《Musurgia Universalis》（1650年）中对听觉的图解

在医学方面基爾學对于当时来说异常地先进。1646年他就已经开始使用显微镜来研究鼠疫病人的血液。在1658年的中他描写了鼠疫病人血液中的“小虫”，他因此认为鼠疫是由微生物导致的。虽然他的结论是正确的，但是他实际上看到的更可能是红血球和白血球。他建议使用隔绝、焚烧病人的衣服以及戴口罩等卫生手段来防止鼠疫传播。

### 音乐
在（1650年）中他描写了他对音乐和感染力的见解。他相信音乐的和谐反映了宇宙的比例。他列举了许多当代的音乐作为例子。他非常详细地描写了风琴的结构。他还描写了水力驱动的自动风琴、鸟鸣的特征和其它乐器的结构。在一张图里显示了人和一些动物的耳朵的区别。他还列出了一个自动作曲的算法。此外他还描写了窃听机构的声音传递。

### 发明

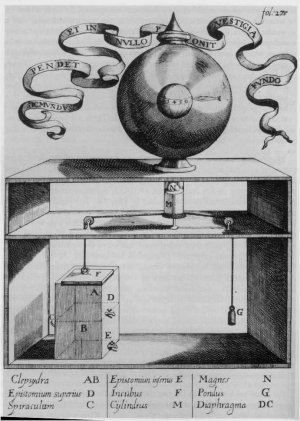
基爾學设计的一台磁钟（1650年）

基爾學的发明中包括一个今天的电影放映机的前身，他在1671年发表的书中描写了这个装置。这个装置有一个转盘和一个观看系统。转盘上有许多小图像。通过一个透镜系统观看的人可以看到放大的图像。这个机构是費納奇鏡的直接前身，而費納奇鏡则是电影放映机的直接前身。
他设计了一枚磁钟。
此外基爾學还发明了一个被他称之为“数学风琴”（Organum Mathematicum）的学习数学用的机器。
基爾學的其它发明包括：
- 一个铅制的水管
- 一台风弦琴
- 一个可以通过一个管子听和说的雕像
- 尝试制造永动机

他发明了一种通过光学系统传递密码的方式，这个系统使用曲面镜，可以用来将信息传递到3.5千米外，而敌人无法看到传递的内容。

### 其它
1663年在中他描写了一种他自己发明的人造语言。
基爾學最紧密的同事是他的学生、维尔茨堡数学家卡斯帕·肖特（Gaspar Schott）。
晚年基爾學研究大洪水和诺亚方舟（尤其是其技术问题），由此产生了插图很多的书（1675年在阿姆斯特丹出版）。

## 伏尼契手稿
1665年，当时被错誉为“圣书体破译人”的基爾學从他的一名朋友手中获得了所谓的伏尼契手稿。他试图破译這份手稿。至1870年意大利国王维托里奥·埃马努埃莱二世吞并教宗国为止，这份手稿以及基爾學在罗马学院中的通讯保留在教会手中。

## 观点
基爾學身為天主教会的成員，他始终试图通过當時的教理来詮释其研究结果。因此在中他反对日心说（然而他支持第谷·布拉赫的理论）。但是由于科学的发展，在晚期的著作（1656年，1671年修改）中，他将日心说列入多个宇宙学说之一。

## 意义
基爾學生前是欧洲最著名的学者。美国历史学家鲍拉·芬德冷称基爾學为“第一位世界知名的学者”。通过一个双重策略获得名声：除了自己的研究和试验外，在书里还报道了与他保持书信往来得760多名学者、物理学家、以及分布在全世界各地的耶稣会成员的报道和成果。大英百科全书称基爾學为“单人知识分子信息中枢”。按照他的指示而插图发表的书籍在当时非常流行。他是世界上第一位能够通过出售自己的书籍养活自己的科学家。在他晚年時，笛卡儿的思想逐漸普及，因此他的名声开始萧落。笛卡儿本人称基爾學“七分骗子，三分学者”。
从今天的角度来看，他的著作混合了自己的研究、精心思考产生的关系网、对外来的直觉、猜想、以及宣傳。
他死后直到20世纪末，他的著作被人遗忘。但是在20世纪末，获得了一个小小的复兴。他的科学著作在今天全部已经过时了，而且著作很少被翻译，因此今天许多人更加注重他著作中的美学。
翁贝托·埃可在他的小说和非小说作品中提到了阿塔納奇歐斯·基爾學。

## 书籍

Latium, 1671

- ：。出版社：，伦敦，1797年，ISBN 0-500-81022-2
- ：，出版社：，罗马，1982年
- ：，出版社：，马德里，1986年，ISBN 84-85876-45-8
- : ，2001年. 398 pp., Berlin: Humboldt University, Ph.D. thesis, Germany. （页面存档备份，存于）
- : . 柏林 : ，2003年，ISBN 978-3496012801
- : . 伯恩 : ，2009年，ISBN 978-3-03911-793-2

### 网上的著作收藏
- 众多数字化的著作
- ，1667年[]
- http://special.lib.gla.ac.uk/exhibns/month/nov2002.html （页面存档备份，存于） 格拉斯戈大学图书馆
- 数字化的著作，斯特拉斯堡大学